# Филипьяк, Болеслав
Болеслав Филипьяк (пол. Bolesław Filipiak; 1 сентября 1901, Оснишчецко, провинция Позен, Германская империя — 14 октября 1978, Познань, Польша) — польский кардинал. Декан Трибунала Священной Римской Роты с 26 июня 1967 по 24 мая 1976. Титулярный епископ Плесции с 1 по 24 мая 1976. Кардинал-дьякон с титулярной диаконией Сан-Джованни-Боско-ин-виа-Тусколана с 24 мая 1976.